# 隆格海崖
72°32′S 96°46′W / 72.533°S 96.767°W
隆格海崖（英語：Long Bluff），是南極洲的山崖，位於埃爾斯沃思地的瑟斯頓島東南部，處於長冰川西面，以美國海軍的藥劑師軍士長命名，現時由南極條約體系管理。